# 1400
1400 (MCD) a fost un an bisect al calendarului iulian, care a început într-o zi de joi.

## Nașteri
- Fra Angelico, pictor italian (d. 1455)

## Decese
- 14 februarie: Richard al II-lea, 33 ani, rege al Angliei (1377-1399), (n. 1367)

- Geoffrey Chaucer, 57 ani, lingvist, poet, textier, filosof, politician, traducător, astrolog și scriitor englez (n. 1343)